# خانه پارلمان استرالیا
خانه پارلمان استرالیا (انگلیسی: Parliament House, Canberra) محل برپایی جلسات مجلس استرالیا است که در شهر کانبرا پایتخت این کشور قرار دارد. این بنا در ۹ می ۱۹۸۸ توسط الیزابت دوم ملکه استرالیا افتتاح شد.
شکل بنای خانه مجلس استرالیا از بومرنگ الهام گرفته شده‌است. این بنا دارای ۴۷۰۰ اتاق و فضاهای متنوع است. تالار بزرگ و خانه نمایندگان و نیز دفتر سناتورها بخش‌هایی از این سازه هستند. دفتر نخست‌وزیر استرالیا در بال نخست‌وزیری قرار گرفته‌است.